# Mongu
Mongu er en by i den vestlige del af Zambia med et indbyggertal (pr. 2000) på cirka 44.000. Byen er hovedstad i landets Vestprovins og i et distrikt, der også lyder navnet Mongu. Byen ligger ved Zambezi-floden.
1. ↑  www.zamstats.gov.zm (fra Wikidata).